# Larués
Larués ist ein spanischer Ort im Pyrenäenvorland in der Provinz Huesca der Autonomen Gemeinschaft Aragonien. Larués ist ein Ortsteil der Gemeinde Bailo. Das Dorf auf 720 Meter Höhe hatte 75 Einwohner im Jahr 2015.

## Geschichte

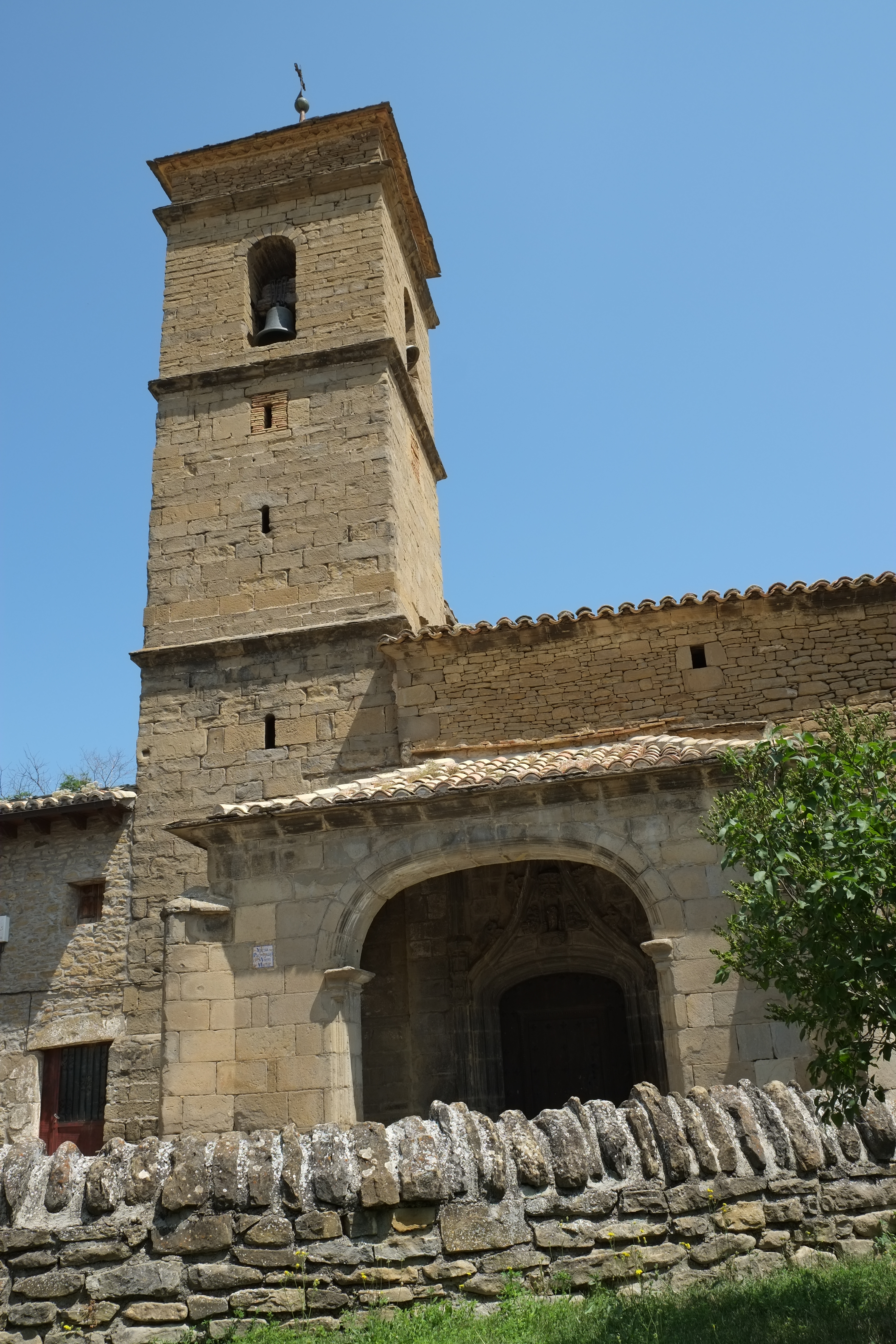
Kirche San Vicente

Der Ort wurde im Jahr 1044 erstmals urkundlich erwähnt.

## Sehenswürdigkeiten
- Gotische Pfarrkirche San Vicente
- Ermita San Cristóbal